# Bezirk Rajka

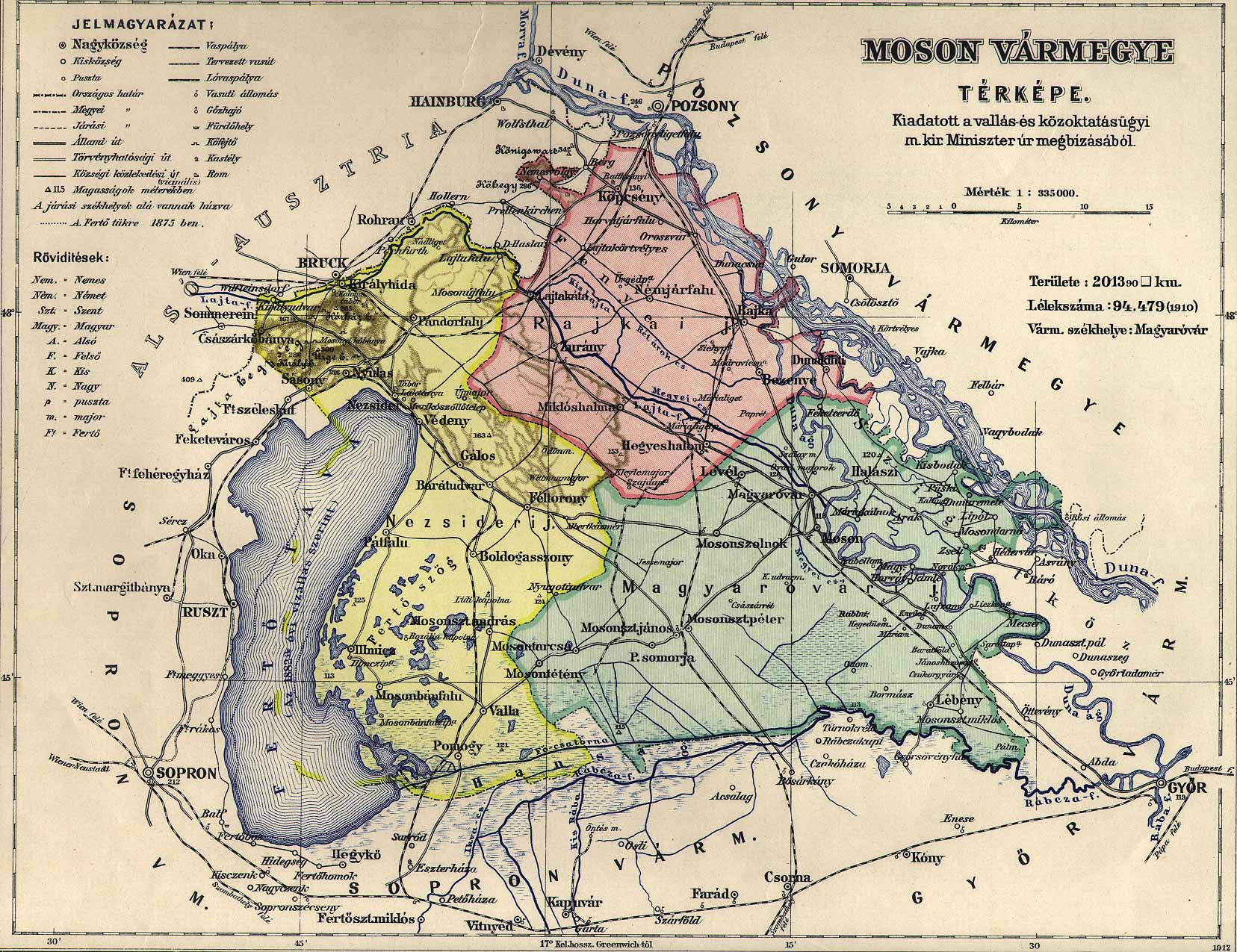
Bezirk Rajka (rot markiert) im Komitat Wieselburg

Der Bezirk Rajka (auch Stuhlbezirk Rajka, ungarisch Rajkai járás) war eine ungarische Verwaltungseinheit im Komitat Wieselburg. Der Bezirk Rajka lag im nördlichen Teil des Komitats. Er grenzte im Südosten an den Bezirk Magyaróvár und im Südwesten an den Bezirk Nezsider. Im Nordosten bildete die Donau die Grenze zum Komitat Pressburg und im Nordwesten grenzte der Bezirk an Niederösterreich. Die Landschaft des Bezirks war zum größten Teil eben, nur im Gebiet um Miklóshalma und Zurány gab es einen leichten Höhenzug. Der Fluss Leitha durchzog in südöstlicher Richtung den Bezirk. Der Bezirk hatte im Jahr 1913 insgesamt 22.085 Einwohner. Der Verwaltungssitz befand sich in der Großgemeinde Rajka. Der Bezirk Rajka wurde nach dem Ersten Weltkrieg bedingt durch den Vertrag von Trianon aufgelöst und ein Teil der Gemeinden wurde Österreich und der Tschechoslowakei zugeordnet. So kamen Köpcsény (deutsch Kittsee), Lajtakáta (Gattendorf), Miklóshalma (Nickelsdorf), Németjárfalu (Deutsch Jahrndorf), Lajtakörtvélyes (Pama), Nemesvölgy (Edelstal) und Zurány (Zurndorf) zu Österreich und die drei Gemeinden des Bezirksnotariats Oroszvár (Dunacsún (slowakisch Čunovo), Horvátjárfalu (Jarovce) und Oroszvár (Rusovce)) wurden Teil der Tschechoslowakei. Bezenye, Dunakiliti, Feketeerdő, Hegyeshalom und Rajka blieben im Königreich Ungarn.

## Übersicht der Orte im Bezirk Rajka (Stand 1913)
|                                 | Ortsname        | Einwohnerzahl | Häuser | Fläche (Katastraljoche) |
| Großgemeinden                   | Bezenye         | 1.367         | 225    | 5.208                   |
| Großgemeinden                   | Dunakiliti      | 1.268         | 141    | 3.323                   |
| Großgemeinden                   | Feketeerdő      | 316           | 43     | 989                     |
| Großgemeinden                   | Hegyeshalom     | 2.408         | 326    | 9.936                   |
| Großgemeinden                   | Köpcsény        | 3.123         | 358    | 5.855                   |
| Großgemeinden                   | Lajtakáta       | 1.105         | 212    | 4.365.                  |
| Großgemeinden                   | Miklóshalma     | 1.802         | 301    | 9.747                   |
| Großgemeinden                   | Németjárfalu    | 923           | 147    | 4.185                   |
| Großgemeinden                   | Rajka           | 2.682         | 422    | 8.285                   |
| Großgemeinden                   | Zurány          | 2.132         | 316    | 9.437                   |
| Bezirksnotariat Lajtakörtvélyes | Lajtakörtvélyes | 1.045         | 180    | 1.045                   |
| Bezirksnotariat Lajtakörtvélyes | Nemesvölgy      | 759           | 130    | 1.024                   |
| Bezirksnotariat Oroszvár        | Dunacsún        | 688           | 112    | 3.301                   |
| Bezirksnotariat Oroszvár        | Horvátjárfalu   | 647           | 130    | 2.893                   |
| Bezirksnotariat Oroszvár        | Oroszvár        | 1.802         | 289    | 6.085                   |
|                                 |                 |               |        |                         |
|                                 | gesamt          | 22.085        | 3.332  | 75.678                  |